# Ingeborg Bachmann
Ingeborg Bachmann, ps. Ruth Keller (ur. 25 czerwca 1926  w Klagenfurcie , zm. 17 października 1973  w Rzymie ) – austriacka  eseistka, poetka , pisarka, germanistka. Publikowała wiersze, słuchowiska i powieści . Jej prace charakteryzują się połączeniem poezji i intelektu . W swoich dziełach zajmowała się tematyką wewnętrznych ograniczeń człowieka oraz feminizmem. Autorka powieści Malina oraz rozważań filozoficznych na temat języka (najsłynniejsze zdanie z Bachmann: „Gdybyśmy mieli słowo, gdybyśmy mieli język, nie potrzebowalibyśmy broni”).

## Życiorys
Z wykształcenia oraz z zamiłowania filozofka  oraz psycholożka. Doktoryzowała się u Martina Heideggera . Doktorat z filozofii uzyskała w 1950 roku . W roku 1950 przebywała w Paryżu . W latach 1951–1953 była pracownicą redakcji austriackiego radia . Od roku 1953 pracowała jako wolna pisarka . Należała do Grupy 47 . W roku 1953 otrzymała od tej organizacji nagrodę za cztery wiersze z tomiku Die gestundete Zeit . 
Mieszkała w Rzymie, Monachium i Zurychu. W latach 1958–62 była w związku z pisarzem Maxem Frischem . 

## Dzieła
- Die gestundete Zeit (tomik wierszy, 1953)[1]
- Anrufung des Großen Bären (1956)[1]
- Der gute Gott von Manhattan (słuchowisko, 1958)[1]
- Rok trzydziesty (Das dreißigste Jahr, opowiadania, 1961[1] , wyd. pol. 1994)
- Freies Geleit (wiersze, 1964)
- Ein Ort für Zufälle (tomik wierszy, 1965)
- Malina (powieść, 1971)[1]  (wyd. pol. 1975)
- Symultanka (Simultan, opowiadania, 1971[1] , wyd. pol. 1975)
- Przypadek F. (Der Fall Franza, 1982, wyd. pol. 1997)